# Pepe Cáceres
José Eslava Cáceres dit « Pepe Cáceres », né à Honda (Colombie, département de Tolima) le 16 mars 1935, mort à Bogota (Colombie) le 16 août 1987, est un matador colombien.

## Présentation
Il prit l’alternative à Séville (Espagne) le 30 septembre 1956. Au cours de sa longue carrière, il toréa aussi bien en Espagne qu’en Amérique latine. Il était généralement considéré comme un excellent capeador, un grand cavalier, mais il ne plaçait jamais de banderille.
Il fut également éleveur de taureaux et organisateur de corridas.
Le 20 juillet 1987, dans les arènes de Sogamoso (Colombie) , il est gravement blessé par le taureau « Monin » de la ganadería San Esteban de Overas, avec blessure à la poitrine, au poumon droit et des fractures au sternum et aux côtes. Il meurt à la clinique Santa Fe de Bogotá le 16 août suivant. Pepe Cáceres a été incinéré à Bogota, conformément à sa volonté expresse.